# Pterastericola vivipara
Pterastericola vivipara — вид війчастих плоских червів родини Pterastericolidae. Вид відомий лише на рифах біля узбережжя штату Квінсленд в Австралії. Хробак паразитує у порожнинах морських зірок Acanthaster planci та Anthenea acuta.